# خوان إم. إسكوبار
خوان إم. إسكوبار (بالإنجليزية: Juan M. Escobar)‏ هو محامي أمريكي، ولد في 11 مارس 1950.